# ريكي يان غوردون
ريكي يان غوردون (بالإنجليزية: Ricky Ian Gordon)‏ هو ملحن أمريكي، ولد في 15 مايو 1956 في أوشنسايد في الولايات المتحدة.

## وصلات خارجية
- الموقع الرسمي
- ريكي يان غوردون على موقع IMDb (الإنجليزية)
- ريكي يان غوردون على موقع ميوزك برينز (الإنجليزية)
- ريكي يان غوردون على موقع ديسكوغز (الإنجليزية)
- ريكي يان غوردون على موقع قاعدة بيانات الفيلم (الإنجليزية)